# 羅伯特·阿赫曼·佩爾森
羅伯特·阿赫曼·佩爾森（瑞典語：Robert Åhman Persson；1987年3月26日—）是一位瑞典足球運動員。在場上的位置是中後衛。他現在效力於瑞典足球超級聯賽球隊奧布雷洛體育俱樂部。他是在2014年轉會奧布雷洛隊的。他也代表斯洛文尼亞國家足球隊參賽。